# Claudin de Sermisy
Claudin de Sermisy (* um 1490 in Frankreich; † 13. Oktober 1562 in Paris) war ein französischer Komponist, Sänger und Kleriker der Renaissance.

## Leben und Wirken
Sowohl biografische Informationen aus Pfründen-Aufzeichnungen als auch heutige örtliche Namensgebungen, nach denen „Sermisy“ eine ältere Namensform ist, legen nahe, dass der Name des Komponisten aus einer Gegend um Noyon in der Picardie stammt, obwohl auch die Ile-de-France wie auch Burgund als mögliche Regionen seiner Herkunft vorgeschlagen wurden. Über die frühen Jahre von Claudin de Sermisy sind keine Informationen überliefert. Er ist erstmals am 19. Juli 1508 als Sänger an der Sainte-Chapelle in Paris dokumentarisch nachweisbar; an diesem Tag wurde er als Sänger an die Chapelle Royale von König Ludwig XII. berufen. Er verließ offensichtlich seine bisherige Stellung im Spätherbst 1508, als König Ludwig, Königin Anne de Bretagne und der Herzog von Bourbon dort die besten Sänger für ihr privates Gefolge abzogen. Nach päpstlichen Dokumenten vom 4. Februar und 8. Juni 1510 wirkte Sermisy als Geistlicher in der Diözese Noyon und als Sänger in der Privatkapelle von Königin Anne; im gleichen Jahr wird er als Prior an St. Jean in Bouguenais (Diözese Nantes) erwähnt. Nachdem Anne im Januar 1514 verstorben war, löste sich ihre Kapelle auf und die Sänger wechselten zur Kapelle von König Ludwig, wodurch sich deren Mitgliederzahl mehr als verdoppelte. Als Ludwig dann ein Jahr später (Januar 1515) ebenfalls starb, wirkte Sermisy als einer der 23 Sänger bei seiner Beisetzung mit. Danach ging die Kapelle zusammen mit dem Komponisten auf den Nachfolger König Franz I. über. Hier begleitete er mit ziemlicher Sicherheit seinen Dienstherrn im Sommer 1515 nach Italien und sang bei dem Treffen von König Franz mit Papst Leo X. vom 11. bis 15. Dezember 1515 in Bologna mit der königlichen Kapelle in der Messe.
Das Ergebnis des Treffens war das Konkordat von Bologna zwischen dem Vatikan und Frankreich. Papst Leo bewies seine Großzügigkeit, indem er mehrere Mitglieder der Begleitung des Königs belohnte, so beispielsweise am 17. Dezember den königlichen Kapellmeister Antoine du Longueval († 1525) und den Hauptkomponisten Jean Mouton. Am folgenden 30. Januar 1516 gewährte er eine Zuwendung an „Claudio de Sermysy canonico Noviomensis“ und vier weitere königliche Sänger, unter ihnen auch den Komponisten Jean Richafort, die es diesen erlaubte, eine besondere Pfründe zu übernehmen. Am 31. März des gleichen Jahres verlieh der Papst die Priorwürde an den königlichen Sänger und Organisten Pierre Mouton. In einer Liste von 34 königlichen Kapellsängern, die vom 1. Oktober 1517 bis 30. September 1518 angestellt waren, folgt Sermisys Name unmittelbar nach dem von Jean Mouton. Wahrscheinlich hat er auch an den festlichen Messen mitgewirkt, die anlässlich des Treffens von König Franz mit dem englischen König Heinrich VIII. auf dem „Feld des goldenen Kleids“ vom 7. bis 10. Juli 1520 und zwölf Jahre später in Boulogne zwischen dem 21. und 29. Oktober 1532 aufgeführt wurden. Bei letzterem Treffen sang die französische königliche Kapelle offenbar auch Sermisys feierliche Motette „Da pacem domine“. Zuvor, im Jahr 1524, tauschte er das Kanonikat von Notre-Dame-de-la-Ronde in Rouen gegen ein Kaplansamt in der Kirche von Camberon in der Nähe von Abbeville. Um 1525/26 war Sermisy möglicherweise der Nachfolger von Antoine du Longueval als Chormeister (maître et recteur) geworden.
Im Jahr 1533 wird der Komponist als sous-maître über alle Musiker der königlichen Kapelle geführt; die administrative Leitung hatte Kardinal François de Tournon, ein enger Vertrauter des Königs, außerdem Diplomat, Humanist und Verfasser eines Textes, den Sermisy vertont hat. Als sous-maître leitete er die Aufführungen der etwa 40 erwachsenen Sänger und sechs Chorknaben, welche die königliche Kapelle während der 1530er und 1540er Jahre besaß; darüber hinaus war er für das Wohl der Knaben verantwortlich und hatte die Aufsicht über die liturgischen und musikalischen Bücher der Kapelle. 1533 unterhielt er ein Kanonikat an der Sainte-Chapelle. In der Position des maître verdiente Sermisy an Gehalt und Naturalien im Jahr 1533 400 livres, von 1543 bis 1545 600 livres und jährlich 700 livres ab 1547. Er hatte dieses Amt bis etwa 1553 inne und teilte sich den Titel und die Aufgaben 1543–1547 mit Louis Hérault de Servissas, kurze Zeit mit Guillaume Belin und 1547–1553 mit Hilaire Rousseau. Sermisy hat im Laufe seines Lebens zusätzlich zu seinen Einkünften als Kapellmeister eine Reihe von Pfründen an verschiedenen Kirchen des Landes angesammelt. Er war vielleicht auch an der Publikation „Liber decimus quartus XIX musicas cantiones continet“ (erschienen Paris 1539) des Komponisten Pierre de Manchicourt (um 1510 – 1562) beteiligt; als Widmungsschreiben ist dort eine poetische Epistel mit einem Lobpreis abgedruckt, den Sermisys Neffe, Priester und Kanoniker in Vivier-en-Brie und Priester an St. Samson in der Diözese Le Mans, unterzeichnet hat. Sermisy starb am 13. Oktober 1562; er wurde in der unteren Kapelle der Sainte-Chapelle beigesetzt.

## Bedeutung
Claudin de Sermisy hinterließ ein umfangreiches kirchenmusikalisches Schaffen; dennoch nimmt er in erster Linie wegen seiner 160 Chansons einen festen Platz in der Musikgeschichte ein. Er begründete zusammen mit Clément Janequin (um 1485 – 1558) diese neue Gattung vierstimmiger Vokalmusik, wobei seine Chansons größtenteils in den Jahren 1528 bis 1533 in Anthologien von Pierre Attaingnant in Paris erschienen sind und deshalb im Allgemeinen als „Pariser Chansons“ bezeichnet werden. Seine Vertonungen sind vielleicht von der italienischen Frottola beeinflusst, mit Sicherheit aber von den Vertonungen populärer Lieder der Komponisten Jean Mouton, Antoine de Févin und Johannes Ninot le Petit, und orientieren sich im Gefühlsausdruck schmachtender höfischer Liebe noch sehr stark an dem Musikstil der vorangegangenen Generation (Josquin Desprez, Pierre de La Rue und anderen). Die Chansons von Claudin de Sermisy zeichnen sich durch Kürze in der Form, Vierstimmigkeit und ein ausgeglichenes Verhältnis zwischen oberstimmenbetonten, homorhythmischen Abschnitten und imitatorisch aufgelockerten Teilen aus, darüber hinaus auch durch einen mehr den Text hervorhebenden als einen tonmalerischen Textausdruck. Sie waren zu ihrer Zeit überaus populär und zwischen 1530 und 1580 in zahllosen Nachdrucken nicht nur in Frankreich, sondern auch in Deutschland, Italien und den Niederlanden verbreitet. Außerdem wurden besonders von seinen frühen Chansons zahlreiche Bearbeitungen gefertigt, so für Solostimme und Laute (erschienen bei Attaingnant 1529), aber auch für Zither, Viola, Orgel, Clavichord und Spinett, zum Teil als Tanzsätze. Arrangements für Tasteninstrumente befinden sich z. B. in der sogenannten Mulliner-Handschrift. Sermisys Chansons und Motetten dienten auch als Vorlage für Messen (Parodiemesse), Magnificats, Psalmen, Noels und spirituelle Chansons anderer Komponisten, beispielsweise von Dominique Phinot (um 1510 – 1555) und Orlando di Lasso. Die Melodie der Chanson „Il me suffit“ (1529) ist zur Melodie des evangelischen Kirchenlieds „Was mein Gott will, gescheh allzeit“ (EG 364) geworden.
Sermisys geistliches Werk besteht aus 13 Messen, 9 Magnificats, 90 Motetten, einer Passion und mehreren anderen liturgischen Kompositionen. Seine Messen sind durchgängig vierstimmig, wobei der Schlussabschnitt von fünf dieser Messen (Agnus Dei III) durch eine fünfte Stimme erweitert wird, wie es schon bei Josquin, Mouton und deren Nachfolgern üblich war. Lediglich die Messe „Quare fremuerunt“ ist von Anfang an fünfstimmig und endet mit acht Stimmen. Besondere Erwähnung verdienen Sermisys Passion und die Lamentationen, weil sie zu den ganz wenigen Werken dieser Art zu jener Zeit in Frankreich gehören. Die Passion beruht auf dem Text des Matthäus-Evangeliums und ist dramatisch gestaltet; die erzählenden Passagen und die Christus-Worte sind als Choräle gehalten, während die übrigen Hauptfiguren und die Einwürfe der Volksmassen („Turbae“) für zwei- bis vierstimmigen Chor in polyphoner Form erscheinen. In der gleichen Methode des Abwechselns, ähnlich wie die Unterteilung in Solisten und Chor bei einer Hofkapelle, sind auch die Klagegesänge Jeremias (Lamentationen) gesetzt, ebenso die Reihe seiner acht Magnificat-Vertonungen auf die acht Kirchentonarten. Die Motetten von Sermisy hatten in einigen Fällen politische Bedeutung oder waren Gelegenheitswerke; ihre Textgrundlage waren meistens Psalmen, Antiphonen, Responsorien und Centos. Sie sind weit überwiegend vierstimmig, ausgenommen zehn dreistimmige Stücke und eine achtstimmige doppelchörige Motette. Sein Requiem basiert auf dem traditionellen Text und einem Cantus firmus, der überwiegend in der Tenorstimme liegt; es erschien in Attaingnants Messendruck von 1532, ging dort den Werken von Johannes Prioris und Jean Richafort voraus und könnte zum Tod der Königinmutter Louise von Savoyen (1531) komponiert worden sein.
Zu seinen Lebzeiten wurde Sermisy in ganz Europa bewundert. Seine hohe Reputation wurde auch von zahlreichen Dichtern und Musikern bestätigt. Der Komponist Pierre Certon (um 1510 – 1572), ein Kollege Sermisys an der Sainte-Chapelle, widmete ihm 1542 sein Motettenbuch und schrieb auf Sermisys Tod die sechsstimmige Déploration „Musiciens, chantres melodieux“, in dem er ihn einen „grand maistre, expert et magnifique compositeur [...] le thrésor de la musique“ nennt. Der Publizist Maximilian Guillaud wandte sich im September 1552 in seinen „Rudiments de musique practique“ (erschienen Paris 1554) an den „excellent musicien monsieur maistre Claude de Sermisy“, und der bekannte Dichter François Rabelais setzte Sermisy in seinem Prolog zu den späteren Ausgaben seines „Quart livre“ (Lyon 1552) nach Adrian Willaert, Nicolas Gombert, Jacobus Arcadelt und Clément Janequin in den jüngeren Chor, indem er ihn den frechen Vierzeiler „S’il est ainsi que coignée sans marche“ singen lässt.

## Werke (Vokalmusik)
- Messen und Messteile
  - Missa „Philomenia praevia“ zu vier Stimmen, Vorlage: Motette von Richafort
  - Missa Novem lectionum zu vier Stimmen, Vorlage: gregorianischer Choral
  - Missa plorimum motetorum zu vier Stimmen, Vorlage: Motetten von Josquin, Gascongne, Conseil, Févin, Sermisy und anonym
  - Requiem zu vier Stimmen, Vorlage: gregorianischer Choral
  - Missa „Domini est terra“ zu vier Stimmen, Vorlage: Motette von Sermisy
  - Missa ad placitum (= Missa sur Fantaisie)
  - Missa „Tota pulchra es“ zu vier Stimmen, Vorlage: Motette von Sermisy
  - Missa „Domine quis habitabit“ zu vier Stimmen, Vorlage: Motette von Sermiosy
  - Missa „O passi sparsi“ zu vier Stimmen, Vorlage: Canzona von Sebastian Festa
  - Missa Ab initio zu vier Stimmen, Vorlage: gregorianischer Choral
  - Missa „Quare fremuerunt gentes“ zu fünf Stimmen, Vorlage: Motette von Sermisy
  - Missa „Voulant honneur“ zu vier Stimmen, Vorlage: hanson von Sandrin
  - Missa plurimum modulorum zu vier Stimmen, Vorlage: verschiedene Chansons
  - Credo (Fauxbourdon)
- Weitere liturgische Werke
  - „Kyrie eleison“ / „Parce famulis“ zu zwei bis sechs Stimmen
  - Lamentationes zu vier Stimmen
  - [„Nunc dimittis] servum tuum Domine“ zu vier Stimmen
  - [„O salutaris Hostia] quae caeli“ zu vier Stimmen
  - Passio Domini secundum Mathaeum zu zwei bis vier Stimmen
  - [„Resurrexi] et adhuc tecum“ zu vier Stimmen
  - Magnificat primi toni zu zwei bis vier Stimmen
  - Magnificat secundi toni zu zwei bis vier Stimmen
  - Magnificat tertii toni zu zwei, vier und fünf Stimmen
  - Magnificat quarti toni zu zwei, vier und fünf Stimmen
  - Magnificat quinti toni zu vier bis fünf Stimmen
  - Magnificat sexti toni zu zwei bis fünf Stimmen
  - Magnificat septimi toni zu zwei, vier und fünf Stimmen
  - Magnificat octavi toni zu zwei bis fünf Stimmen
  - Magnificat octavi toni zu zwei, vier und fünf Stimmen
  - „Quia fecit“ / „Esurientes“ zu zwei Stimmen
  - „Fecit potentiam“ / „Esurientes“ zu drei Stimmen
  - „Sicut locutus est“ zu drei Stimmen

- Motetten mit gesicherter Autorschaft
  - „Adjuva me Domine“ zu drei Stimmen
  - „Ad te Domine levavi“ zu vier Stimmen
  - „Alleluia, o filii et filiae“ zu vier Stimmen
  - „Alleluya, Angelus Domini“ zu vier Stimmen
  - „Amen, et com spirito tuo“ zu vier Stimmen
  - „Asperges me, Domine“ zu vier Stimmen
  - „Aspice Domine de sede sancta“ zu vier Stimmen (auch La Fage bzw. Jacquet zugeschrieben)
  - „Assuerus adamavit Ester“ zu vier Stimmen
  - „Astiterunt reges et terre“ zu vier Stimmen
  - „Audite reges et intelligite“ zu vier Stimmen
  - „Ave Maria ancilla Trinitas“ zu vier Stimmen
  - „Ave Maria gratia Dei“ zu drei Stimmen
  - „Ave sanctissima Maria mater“ zu vier Stimmen
  - „Beata viscera Mariae“ zu drei Stimmen
  - „Beatus vir qui non abiit“ zu vier Stimmen
  - „Benedic anima Domino“ zu vier Stimmen
  - „Benedictum sit nomen Domini“ zu drei Stimmen
  - „Cantate Domino canticum novum“ zu vier Stimmen
  - „Clare sanctorum senatus“ zu vier Stimmen
  - „Conceptio gloriosae Virginis Mariae“ zu vier Stimmen (vgl. „Nativitas gloriosae Virginis Mariae“)
  - „Confessor Dei sancte Nicolae“ zu vier (?) Stimmen
  - „Congratulamini mihi omnes“ zu vier Stimmen
  - „Congregati sunt inimici“ zu vier Stimmen
  - „Da pacem Domine“ zu drei Stimmen
  - „Da pacem Domine“ zu vier Stimmen
  - „Deus in adjutorium meum“ zu vier Stimmen
  - „Deus misereatur nostri“ zu fünf Stimmen
  - „Dignare me laudare te“ zu vier Stimmen
  - „Domine quis habitavit“ zu vier Stimmen
  - „Dominus rex omnipotens“ zu vier Stimmen
  - „Domini est terra“ zu vier Stimmen
  - „Ergo autem constitutus“ zu drei Stimmen (2. Teil von „Quare fremuerunt“)
  - „Esto mihi Domini“ zu fünf Stimmen
  - „Euntes ibant“ zu drei Stimmen
  - „Euntes ibant“ zu vier Stimmen
  - „Exurge quare obdormis“ zu vier Stimmen
  - „Gaudent in caelis animae“ zu vier Stimmen
  - „Girum caeli circuivi“ zu vier Stimmen
  - „Homo natus de muliere“ zu vier Stimmen
  - „Impetum inimicorum“ zu vier Stimmen
  - „In te Domine speravi“ zu vier Stimmen
  - „Inclina Domine“ zu acht Stimmen
  - „Laetatus sum“ zu vier Stimmen (vgl. „Da pacem Domine“ zu 4)
  - „Lauda Sion salvatorem“ zu vier Stimmen
  - „Laudate Dominum omnes gentes“ zu sechs Stimmen (teilweise Josquin zugeschrieben)
  - „Michael archangele“ zu vier Stimmen
  - „Miserere mei domine“ zu vier Stimmen
  - „Misericordias Domini“ zu vier Stimmen
  - „Nativitas gloriosae Virginis Mariae“ zu vier Stimmen
  - „Nisi quia Dominus erat“ zu vier Stimmen
  - „Noe magnificatus est rex“ zu vier Stimmen
  - „Noe quem vidistis pastores“ zu vier Stimmen
  - „Nos qui vivimus“ zu vier Stimmen
  - „O Maria stans sub cruce“ zu sechs Stimmen
  - „Partus et integritas“ zu vier Stimmen
  - „Praeparate corda vestra“ zu vier Stimmen
  - „Quare fremuerunt gentes“ zu fünf Stimmen
  - „Quis est iste“ zu fünf Stimmen
  - „Quousque non reverteris pax“ zu vier Stimmen
  - „Regem archangelorum“ zu vier Stimmen
  - „Regi seculorum immortali“ zu vier Stimmen
  - „Regi seculorum immortali“ (I) zu drei Stimmen
  - „Regi seculorum immortali“ (II) zu drei Stimmen
  - „Regina caeli laetare“ (I) zu fünf Stimmen
  - „Regina caeli laetare“ (II) zu fünf Stimmen
  - „Salve regina misericordiae“ zu vier Stimmen
  - „Sancta Maria mater Dei“ zu vier Stimmen
  - „Sancti spiritus adsit nobis“ zu vier Stimmen
  - „Si bona suscepimus te manu“ zu vier Stimmen
  - „Spes mea ab uberibus“ zu drei Stimmen
  - „Surge illuminare Jerusalem“ zu vier Stimmen
  - „Sustinuimus pacem“ zu vier Stimmen
  - „Tota pulchra es anima mea“ zu vier Stimmen
  - „Tunc repletum“ zu drei Stimmen (2. Teil von „Euntes ibant“ zu 3)
  - „Universae viae tuae“ zu drei Stimmen (2. Teil von „Misericordias Domini“)
  - „Veni sancte spiritus“ zu vier Stimmen
  - „Verba mea auribus percipe“ zu vier Stimmen
  - „Viderunt omnes“ zu drei Stimmen (2. Teil von „Cantate Domino“)
  - „Vidi turbam magnam“ zu vier Stimmen
  - „Virgines egregiae“ zu vier Stimmen
  - „Vox in Rama audita“ zu vier Stimmen

- Motetten zweifelhafter Zuschreibung
  - „Aspice Domine quia facta est“ zu vier Stimmen, Sermisy zugeschrieben
  - „Ave sanctissima Maria mater“ zu sechs Stimmen, teilweise Sermisy, teilweise Verdelot zugeschrieben
  - „Deus regnorum“ zu vier Stimmen, teilweise Sermisy, teilweise Gascongne zugeschrieben
  - „Domine Deus omnipotens“ zu vier Stimmen, teilweise auch Jacobus Arcadelt zugeschrieben
  - „Nisi Dominus aedificaverit“ zu vier Stimmen, teilweise auch Lhéritier und Le Heurteur zugeschrieben
- Madrigale
  - „Altro non e el mio amor“ zu vier Stimmen
- Sermisy zugeschriebene Kontrafakta
  - „Averte faciem tuam“ zu vier Stimmen, Kontrafakt von „Or combien est malheureux“
  - „Date siceram maerentibus“ zu fünf Stimmen, Kontrafakt von Josquins „Je ne me puis tenir“
  - „Jacta tuam curam super“ zu vier Stimmen, Kontrafakt von „Vous perdez temps“
  - „Quis est homo qui desiderat“ zu vier Stimmen, Kontrafakt von „Or sus amour“

- Chansons mit gesicherter Autorschaft (Name in Klammern: Textdichter)
  - „Allez souspirs“ zu vier Stimmen (Petrarca: Ite caldi sospiri)
  - „Amour me poingt“ zu vier Stimmen
  - „Amour me voyant“ zu vier Stimmen (Clément Marot)
  - „Amour passion“ zu vier Stimmen
  - „Amour voyant“ zu vier Stimmen (M. de Saint-Gelais oder L. de Baïf)
  - „Amours partes“ zu vier Stimmen
  - „A tout jamais“ zu vier Stimmen
  - „Au departyr“ zu vier Stimmen
  - „Au joly boys“ zu vier Stimmen
  - „Aultre que vous“ zu vier Stimmen
  - „Aupres de vous“ zu drei Stimmen (Sermisy zugeschrieben)
  - „Aupres de vous“ zu zwei Stimmen (teilweise Sermisy zugeschrieben, teilweise anonym)
  - „Autant ailleurs“ zu vier Stimmen
  - „Ayez pitié“ zu vier Stimmen (C. Chappuis oder A. Heroet)
  - „Bien heureuse“ zu vier Stimmen (Franz I., Paraphrase nach Petrarca)
  - „Celle qui m’a“ zu vier Stimmen (Clément Marot)
  - „Celle qui m’a“ zu drei Stimmen
  - „C’est à grant tort“ zu vier Stimmen
  - „C’est en amour“ zu vier Stimmen
  - „C’est une dure departie“ zu vier Stimmen
  - „C’est une dure departie“ zu drei Stimmen
  - „Ceulx de Picardie“ zu vier Stimmen
  - „Changeons propos“ zu vier Stimmen (Clément Marot)
  - „Changeons propos“ zu drei Stimmen
  - „Chose commune“ zu vier Stimmen (Franz I.)
  - „Comme transy“ zu vier Stimmen
  - „Comment puis je“ zu vier Stimmen
  - „Content desir“ zu vier Stimmen
  - „Contentez vous“ zu vier Stimmen
  - „Contre raison“ zu vier Stimmen
  - „Contre raison“ zu drei Stimmen
  - „Corps s’esloignant“ zu vier Stimmen
  - „D’amours je suys“ zu zwei Stimmen
  - „Dessoubz le marbre“ zu vier Stimmen (Franz I.?)
  - „De vous servir“ zu vier Stimmen (O. de Saint-Gelais oder B. d’Auriol)
  - „Dictes sans peur“ zu vier Stimmen (Franz I.)
  - „Dieu gart de mon cueur“ zu vier Stimmen (Clément Marot)
  - „Dieu la vouloit“ zu vier Stimmen
  - „Dont vient cela“ zu vier Stimmen (Clément Marot)
  - „Du bien que l’oeil“ zu vier Stimmen
  - „Elle a bien“ zu vier Stimmen
  - „Elle s’en va“ zu vier Stimmen
  - „Elle veult donc“ zu vier Stimmen (C. Chappuys?)
  - „En entrant en ung jardin“ zu vier Stimmen (Clément Marot)
  - „En esperant“ zu vier Stimmen
  - „Espoir est grant“ zu vier Stimmen
  - „Est-ce au moyen“ zu vier Stimmen
  - „Fait au failly“ zu vier Stimmen
  - „Fy fy d’amours“ zu vier Stimmen
  - „Gris et tenné“ zu vier Stimmen
  - „Hau hau hau le boys“ zu vier Stimmen
  - „Il est en vous“ zu vier Stimmen
  - „Il est en vous“ zu drei Stimmen
  - „Il est jour dit l’alouette“ zu vier Stimmen
  - „Il me suffit“ zu vier Stimmen (Kontrafaktur: EG 364)
  - „Jamais ung cueur“ zu vier Stimmen, Sermisy zugeschrieben
  - „J’atens secours“ zu vier Stimmen (Clément Marot)
  - „J’ay contenté“ zu vier Stimmen (Clément Marot)
  - „J’ay contenté“ zu drei Stimmen
  - „J’ay fait pour vous“ zu vier Stimmen
  - „J’ay le desir content“ zu vier Stimmen (Franz I. oder C. Chappuys oder Margarethe von Navarra)
  - „J’ay le desir content“ zu drei Stimmen
  - „J’ay par trop longuement aymé“ zu drei Stimmen
  - „J’ay prins a aymer“ zu vier Stimmen
  - „J’ay pris pour moy le noir“ zu vier Stimmen
  - „J’ay sceu choisir“ zu vier Stimmen
  - „J’ayme bien mon amy“ zu vier Stimmen
  - „J’ayme le cueur“ zu vier Stimmen (Clément Marot)
  - „J’ayme le cueur“ zu drei Stimmen
  - „Je me vantoys“ zu vier Stimmen
  - „Je n’avais point“ zu vier Stimmen
  - „Je n’ay point plus d’affection“ zu vier Stimmen
  - „Je ne faiz rien que requerir“ zu vier Stimmen (Clément Marot)
  - „Je ne faiz rien que requerir“ zu drei Stimmen
  - „Je ne menge point de porc“ zu vier Stimmen
  - „Je n’ose estre content“ zu vier Stimmen (Franz I.)
  - „Je suis joyeulx“ zu vier Stimmen
  - „Je suis tant bien“ zu vier Stimmen
  - „Je veulx tousjours“ zu vier Stimmen
  - „Joyeulx adieu“ zu vier Stimmen
  - „Joyssance vous donneray“ zu vier Stimmen (Clément Marot)
  - „La la maistre Pierre“ zu vier Stimmen
  - „Languir me fais“ zu vier Stimmen (Clément Marot)
  - „L’ardant vouloir“ zu vier Stimmen
  - „Las me m’y plains“ zu vier Stimmen (Franz I.)
  - „Las que crains tu amy“ zu vier Stimmen (Franz I.)
  - „Le bien promis“ zu vier Stimmen
  - „Le content est riche“ zu vier Stimmen
  - „Le cueur de vous“ zu vier Stimmen (Clément Marot)
  - „Le cueur de vous“ zu zwei Stimmen
  - „Le feu d’amour“ zu vier Stimmen
  - „Le grant ennuy“ zu vier Stimmen
  - „Le seul plaisir“ zu vier Stimmen
  - „Le vray amy“ zu vier Stimmen (M. de Saint-Gelais?)
  - „Les dames se sont tailladées“ zu vier Stimmen (Refrain: „Hari bouriquet“)
  - „Martin menoit“ zu vier Stimmen (Clément Marot)
  - „Mauldicte soit“ zu vier Stimmen (Clément Marot)
  - „Maulgré moy vis“ zu vier Stimmen (Franz I.?)
  - „Mon cueur est souvent bien marry“ zu vier Stimmen
  - „Mon cueur gist tousjours en langueur“ zu vier Stimmen
  - „Mon cueur voulut“ zu vier Stimmen (Franz I.?)
  - „N’auray-je jamais“ zu vier Stimmen (Rondel aus „Jardin de Plaisance“, 1502)
  - „N’espoir ne peur“ zu vier Stimmen
  - „O combien est malheureux“ zu vier Stimmen
  - „O cruaulté“ zu vier Stimmen (Clément Marot)
  - „O doulce amour“ zu vier Stimmen (Franz I.)
  - „On en dira“ zu drei Stimmen
  - „O seul espoir“ zu vier Stimmen
  - „Or et argent voust“ zu vier Stimmen
  - „Or sus amour“ zu vier Stimmen (François de Tournon)
  - „Par fin despit“ zu vier Stimmen
  - „Par fin despit“ zu drei Stimmen
  - „Par son grant art“ zu vier Stimmen
  - „Par ton regart“ zu vier Stimmen (B. de Periers)
  - „Parle qui veut“ zu vier Stimmen
  - „Peine et travail“ zu sechs Stimmen
  - „Pere de nous“ zu vier Stimmen
  - „Pilons, pilons, pilons l’orge“ zu vier Stimmen
  - „Por n’avoir onc“ zu vier Stimmen
  - „Pour ung plaisir“ zu vier Stimmen
  - „Pourtant si je suis brunette“ zu vier Stimmen (Clément Marot)
  - „Puisque fortune“ zu vier Stimmen
  - „Puisque sa foy“ zu vier Stimmen
  - „Puisqu’en amours“ zu vier Stimmen
  - „Puisqu’il est tel“ zu vier Stimmen
  - „Quant tu vouldras“ zu vier Stimmen (Franz I.?)
  - „Qui du blason“ zu vier Stimmen
  - „Qui la vouldra“ zu vier Stimmen (A. Heroet)
  - „Qui peche plus“ zu vier Stimmen
  - „Qui se pourroit“ zu vier Stimmen
  - „Rigueur me tient“ zu vier Stimmen
  - „Secourez moy“ zu vier Stimmen (Clément Marot)
  - „Si j’ay du bien“ zu vier Stimmen
  - „Si j’ay du mal“ zu vier Stimmen (Clément Marot)
  - „Si j’ay eu du mal“ zu vier Stimmen
  - „Si j’ay pour vous“ zu vier Stimmen
  - „Si je viz en peine“ zu vier Stimmen (Clément Marot)
  - „Si le vouloir“ zu vier Stimmen
  - „Si mon malheur“ zu drei Stimmen
  - „Si ung oevre parfait“ zu vier Stimmen (Franz I. oder Margarethe von Navarra)
  - „Si vous m’aymez“ zu vier Stimmen
  - „Sur le pont d’Avignon“ zu vier Stimmen, handschriftliche Ergänzung
  - „Tant que vivray“ zu vier Stimmen (Clément Marot)
  - „Ton cueur s’est bien tost repenti“ zu vier Stimmen
  - „Ton feu s’estaint“ zu vier Stimmen (Clément Marot)
  - „Tous mes amys“ zu vier Stimmen
  - „Tu disoys que j’en mourroys“ zu vier Stimmen
  - „Une bergerotte“ zu vier Stimmen
  - „Ung grant plaisir“ zu vier Stimmen
  - „Ung jour Robin“ zu vier Stimmen
  - „Venus partout“ zu vier Stimmen
  - „Vion, viette“ zu drei Stimmen
  - „Vive la serpe“ zu vier Stimmen
  - „Vivray-je tousjours en soucy“ zu vier Stimmen
  - „Vivre ne puis“ zu vier Stimmen
  - „Vostre oeil la deccu ma pensée“ zu vier Stimmen
  - „Voulant amour“ zu vier Stimmen (Franz I.)
  - „Vous perdez temps“ zu vier Stimmen (Clément Marot)
  - „Vous qui voulez“ zu vier Stimmen (Franz I.)

- Chansons zweifelhafter Zuschreibung
  - „Amour est bien“ zu vier Stimmen, teilweise Certon, teilweise Sermisy zugeschrieben
  - „Amy souffrez“ zu drei Stimmen, teilweise D. Izagha, Le Heurteur, Sermisy oder Pierre Moulou zugeschrieben
  - „Aupres de vous“ zu vier Stimmen, teilweise Sermisy, teilweise Jacotin zugeschrieben, wahrscheinlich von Jacotin
  - „C’est grand malheur“ zu vier Stimmen, aus stilistischen Gründen wahrscheinlich nicht von Sermisy
  - „Je ne le croy“ zu vier Stimmen, teilweise Sandrin, teilweise Sermisy zugeschrieben
  - „Las qu‘on congneut“ zu vier Stimmen (Franz I.), teilweise Sandrin, teilweise Sermisy zugeschrieben
  - „Le cueur est bon“ zu vier Stimmen, teilweise anonym, teilweise Sermisy zugeschrieben
  - „Les yeulx bendez“ zu vier Stimmen (Franz I.), teilweise Vermont, teilweise Sermisy zugeschrieben
  - „Long temps y a“ zu vier Stimmen (Clément Marot), teilweise Dulot, teilweise Sermisy zugeschrieben
  - „Mon petit cueur n’est point a moy“ für zwei Stimmen, teilweise Le Heurteur, teilweise Sermisy zugeschrieben
  - „Puisqu’elle a mis“ zu vier Stimmen, teilweise Crecquillon, teilweise Sermisy zugeschrieben
  - „Si mon malheur“ zu vier Stimmen, teilweise Pelletier, teilweise Sermisy zugeschrieben
  - „Si mon travail“ zu vier Stimmen, teilweise Sandrin, teilweise Sermisy zugeschrieben
  - „Trop tost j’ay creu“ zu vier Stimmen, teilweise Mornable, teilweise Sermisy zugeschrieben
  - „Viens tost despiteux“ zu vier Stimmen, teilweise Benedictus Appenzeller, teilweise Jacotin, teilweise Sermisy zugeschrieben